# Sportjahr 1970
Liste der Sportjahre

◄◄ | ◄ | 1966 | 1967 | 1968 | 1969 | Sportjahr 1970 | 1971 | 1972 | 1973 | 1974 | ► | ►►

Weitere Ereignisse

## Badminton
Höhepunkte des Badmintonjahres 1970 waren der Thomas Cup 1970 sowie die All England, die Irish Open, die Scottish Open, die Dutch Open, die Denmark Open, die British Commonwealth Games, die Asienspiele und die Europameisterschaft.

### Internationale Veranstaltungen
| Veranstaltung | Herreneinzel | Dameneinzel     | Herrendoppel              | Damendoppel                        | Mixed                               |
| ------------- | ------------ | --------------- | ------------------------- | ---------------------------------- | ----------------------------------- |
| All England   | Rudy Hartono | Etsuko Takenaka | Tom Bacher Poul Petersen  | Margaret Boxall Sue Pound Whetnall | Per Walsøe Pernille Mølgaard Hansen |
| Denmark Open  | Ippei Kojima | Eva Twedberg    | Henning Borch Erland Kops | Etsuko Takenaka Machiko Aizawa     | Klaus Kaagaard Ulla Strand          |
| Swedish Open  | Svend Pri    | Eva Twedberg    | Svend Pri Per Walsøe      | Margaret Boxall Gillian Perrin     | Per Walsøe Pernille Mølgaard Hansen |

## Basketball
- 24. Mai: Gastgeber Jugoslawien sichert sich zum ersten Mal die Weltmeisterschaft

## Eishockey
- 30. März: Die Sowjetunion gewinnt in Stockholm zum achten Mal in Folge die Weltmeisterschaft

## Fechten
- Fechtweltmeisterschaften 1970 in Ankara

## Fußball
- 31. Mai bis 21. Juni: Fußball-Weltmeisterschaft 1970 in Mexiko

## Leichtathletik
- 25. Januar – Marilyn Neufville, Jamaika, lief die 400 Meter der Damen in 51,0 Sekunden.
- 28. Februar – Caroline Walker, USA, lief den Marathon der Damen 03:02:53 Stunden.
- 3. März – Heide Rosendahl, Deutschland, erreichte im Weitsprung der Damen 6,84 Meter.
- 28. April – Caroline Walker, USA, lief den Marathon der Damen in 03:02:53 Stunden.
- 9. Mai – Paola Pigni, Italien, lief die 10.000 Meter der Damen 35:30,5 Minuten.
- 17. Juni – Wolfgang Nordwig, DDR, sprang im Stabhochsprung der Herren 5,45 Meter.
- 20. Juni – Teresa Sukniewicz, Polen, lief die 100 Meter Hürden der Damen 12,8 Sekunden.
- 13. Juli – Thomas Hill, USA, lief die 110 Meter Hürden der Herren in 13,2 Sekunden.
- 20. Juli – Teresa Sukniewicz, Polen, lief die 100 Meter Hürden in 12,8 Sekunden.
- 23. Juli – Marilyn Neufville, Jamaika, lief die 400 Meter der Damen 51 Sekunden.
- 26. Juli – Karin Balzer, DDR, lief die 100 Meter Hürden der Damen 12,7 Sekunden.
- 4. August – Kerry O’Brien, Australien, lief die 3000 m Hindernis der Herren in 08:22,0 Minuten.
- 12. August – Chi Cheng, Taiwan, lief die 200 Meter der Damen in 22,4 Sekunden.
- 18. August – Chi Cheng, Taiwan, lief die 100 Meter der Damen in 11,0 Sekunden.
- 26. August – Karin Balzer, DDR, lief die 100 Meter Hürden in 12,7 Sekunden.
- 3. September – Wolfgang Nordwig, DDR, sprang im Stabhochsprung der Herren 5,46 Meter.
- 3. September – Heide Rosendahl, Deutschland, sprang in der Kategorie der Damen 6,84 Meter.
- 20. Oktober – Teresa Sukniewicz, Polen, lief die 100 Meter Hürden in 12,7 Sekunden.
- 24. Oktober – Christos Papanikolaou, Griechenland, sprang im Stabhochsprung der Herren 5,49 Meter.
- 12. Dezember – Chi Cheng, Taiwan, lief die 100 Meter Hürden in 12,8 Sekunden.

## Moderner Fünfkampf
- Weltmeisterschaften in Warendorf

## Ski Alpin
- Alpine Skiweltmeisterschaften in Gröden

## Schwimmen
- 5. bis 13. September: Schwimmeuropameisterschaften 1970 in Barcelona

## Tischtennis
- Tischtennis-Europameisterschaft 1970 April in Moskau
- Länderspiele Deutschlands (Freundschaftsspiele)
  - 23. September: Ludwigshafen: D. – Jugoslawien 5:4 (Herren)
  - 27. Oktober: Berlin: D. – Japan 2:5 (Herren)
  - 27. Oktober: Berlin: D. – Japan 1:3 (Damen)
  - 2. Dezember: Baunatal: D. – Süd-Korea 3:5 (Herren)
  - 2. Dezember: Baunatal: D. – Süd-Korea 5:3 (Damen)
- Europaliga
  - 4. Februar: Budapest: D. – Ungarn 1:6 (Damen + Herren)
  - 10. Februar: Hälsingborg: D. – Schweden 2:5 (Damen + Herren)
  - 11. Februar: Birmingham: D. – England 5:2 (Damen + Herren)
  - 24. Februar: Wuppertal: D. – UdSSR 3:4 (Damen + Herren)
  - 6. Mai: Straßburg: D. – Frankreich 6:1 (Damen + Herren)
  - 9. Oktober: Hamburg: D. – Schweden 1:6 (Damen + Herren)
  - 15. Dezember: Freudenstadt: D. – ČSSR 3:4 (Damen + Herren)

## Geboren

### Januar
- 01. Januar: Sergej Kirjakow, russischer Fußballspieler
- 02. Januar: Martin Driller, deutscher Fußballspieler
- 02. Januar: Andreas Wecker, deutscher Kunstturner
- 05. Januar: David Adams, südafrikanischer Tennisspieler
- 05. Januar: Elfriede Eder, österreichische Skirennläuferin
- 05. Januar: Ylva Nowén, schwedische Skirennläuferin
- 05. Januar: Jens Todt, deutscher Fußballspieler und Journalist
- 05. Januar: Wladimir Tschagin, russischer Rallye-Raid-Fahrer
- 07. Januar: Miroslav Stević, serbischer Fußballspieler
- 08. Januar: Dwayne Norris, kanadischer Eishockeyspieler und Manager
- 09. Januar: Axel Rodrigues de Arruda, brasilianischer Fußballspieler
- 10. Januar: Alisa Marić, serbische Schachspielerin
- 11. Januar: Wolfgang Graßl, deutscher Skitrainer († 2010)
- 11. Januar: Giovanni Pellielo, italienischer Sportschütze

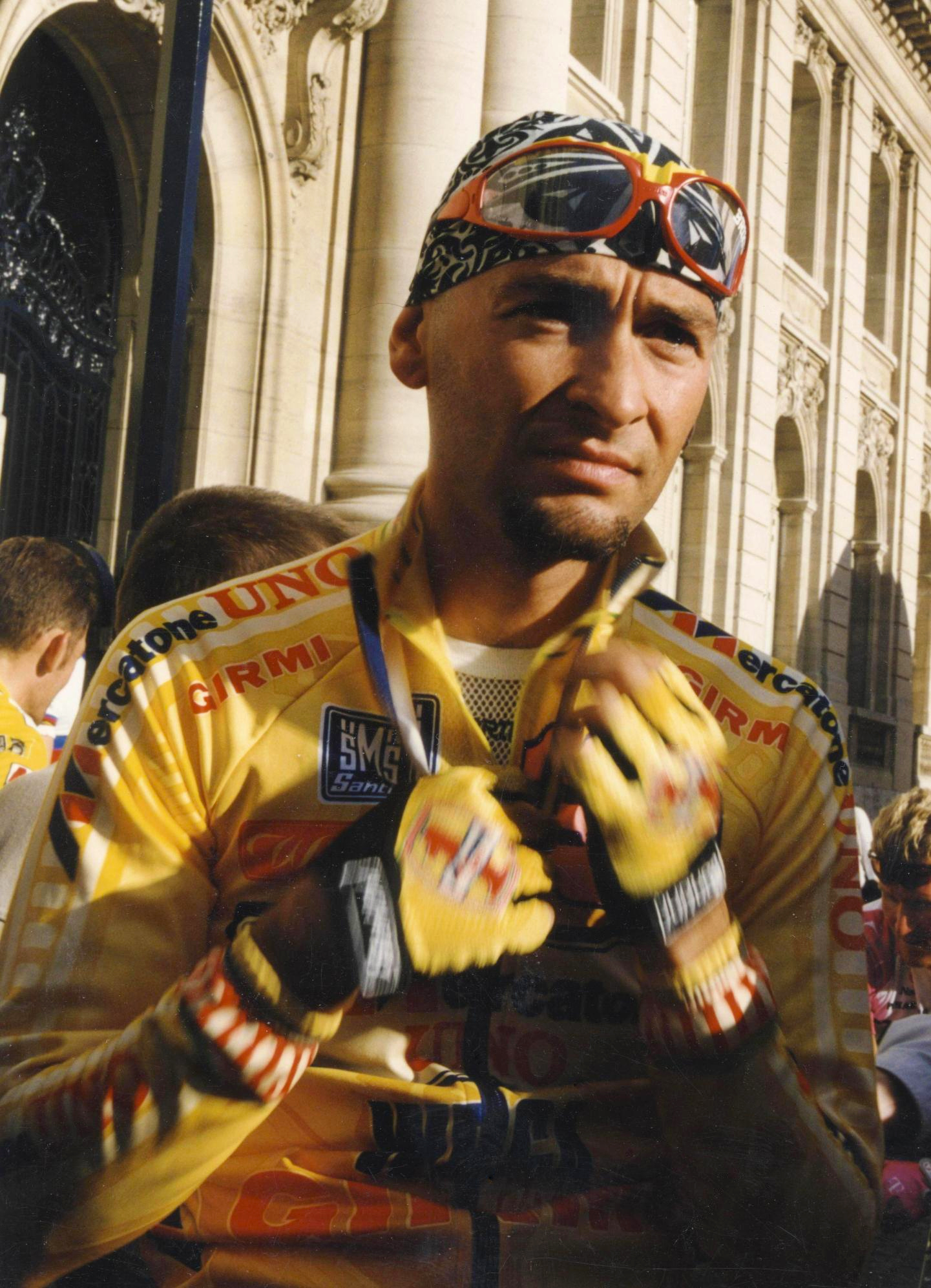
Marco Pantani

- 12. Januar: Igor Anatoljewitsch Skalin, russischer Segler
- 13. Januar: Marco Pantani, italienischer Radrennfahrer († 2004)
- 13. Januar: Odiah Sidibé, französische Sprinterin
- 14. Januar: Nili Abramski, israelische Langstreckenläuferin
- 15. Januar: Irina Palina, russische Tischtennisspielerin
- 17. Januar: Jeremy Roenick, US-amerikanischer Eishockeyspieler
- 18. Januar: Peter Van Petegem, belgischer Radrennfahrer

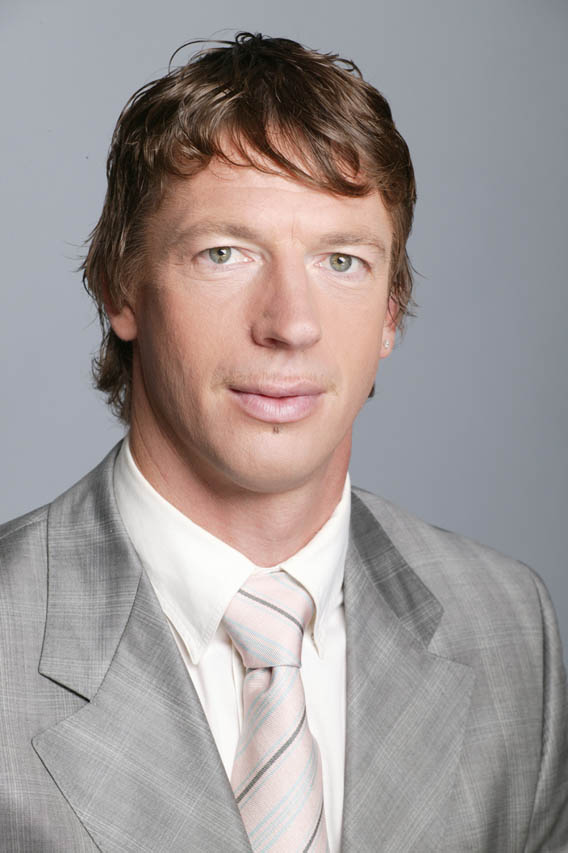
Steffen Freund

- 19. Januar: Steffen Freund, deutscher Fußballspieler
- 19. Januar: Sergej Gomoljako, russischer Eishockeyspieler
- 19. Januar: Wolfgang Nadvornik, deutscher Sportjournalist und Fernsehmoderator
- 21. Januar: Michael Jakosits, deutscher Sportschütze
- 21. Januar: Alen Bokšić, kroatischer Fußballspieler
- 23. Januar: Oleg Owsjannikow, russischer Eiskunstläufer
- 23. Januar: Moreno Torricelli, italienischer Fußballspieler und -trainer
- 25. Januar: Rune Djurhuus, norwegischer Schachspieler
- 27. Januar: Swetla Dimitrowa, bulgarische Leichtathletin
- 30. Januar: Yves Vanderhaeghe, belgischer Fußballspieler

### Februar
- 01. Februar: Eric Jensen, kanadischer Automobilrennfahrer
- 02. Februar: Günter Schlierkamp, deutsch-US-amerikanischer Bodybuilder
- 04. Februar: Abdullah Balideh, katarischer Fußballschiedsrichter
- 04. Februar: Gilberto Hernández, mexikanischer Schachspieler und -trainer
- 04. Februar: Marina Jelzowa, russische Eiskunstläuferin
- 04. Februar: Toni Porkka, finnischer Eishockeyspieler
- 05. Februar: Astrid Kumbernuss, deutsche Kugelstoßerin und Diskuswerferin
- 06. Februar: Margit Dengler-Paar, deutsche Rennrodlerin
- 09. Februar: Cihat Arslan, türkischer Fußballspieler und -trainer
- 09. Februar: Glenn McGrath, australischer Cricketspieler
- 13. Februar: Mika Halvari, finnischer Leichtathlet
- 13. Februar: Marlies Kamleitner, deutsche Handballspielerin und -trainerin
- 13. Februar: Rudi Vata, albanischer Fußballspieler
- 14. Februar: Giuseppe Guerini, italienischer Radrennfahrer
- 15. Februar: Jens Fiedler, deutscher Bahnradsportler
- 15. Februar: Mark Warnecke, deutscher Schwimmer
- 16. Februar: Katja Nolten, deutsche Tischtennisspielerin
- 16. Februar: Angelo Peruzzi, italienischer Fußballspieler
- 16. Februar: Peter Schlickenrieder, deutscher Skilangläufer
- 17. Februar: Thomas Frischknecht, Schweizer Radsportler
- 17. Februar: Tommy Moe, US-amerikanischer Skirennläufer
- 20. Februar: Markus Kauczinski, deutscher Fußballtrainer
- 21. Februar: Bobby Samaria, namibischer Fußballspieler und -trainer
- 22. Februar: Marc Nagel, deutscher Handballspieler und Handballtrainer
- 22. Februar: Leo Stefan, deutscher Eishockeyspieler
- 22. Februar: Wolfram Waibel junior, österreichischer Sportschütze
- 24. Februar: Michael Bresagk, deutscher Eishockeyspieler
- 24. Februar: Yannick Revuz, französischer Skispringer und Skisprungtrainer
- 27. Februar: Jörg Teuchert, deutscher Motorradrennfahrer
- 28. Februar: Noureddine Morceli, algerischer Leichtathlet

### März
- 01. März: Stig Amthor, deutscher Automobilrennfahrer
- 02. März: Gaël Lesoudier, französischer Automobilrennfahrer
- 02. März: Ciriaco Sforza, Schweizer Fußballspieler
- 04. März: Àlex Crivillé, spanischer Motorrad-Rennfahrer
- 07. März: Nathalie Lancien, französische Bahnradsportlerin
- 08. März: Harry Decheiver, niederländischer Fußballspieler
- 08. März: Ed Podivinsky, kanadischer Skirennläufer
- 09. März: Martin Johnson, englischer Rugbyspieler und -trainer
- 10. März: Tatjana Jegorowa, russische Fußballspielerin und -trainerin († 2012)
- 10. März: Michele Serena, italienischer Fußballspieler und -trainer
- 12. März: Jan Eiberg Jørgensen, dänischer Handballspieler
- 13. März: Stéphane Goubert, französischer Radrennfahrer
- 14. März: Júnior Baiano, brasilianischer Fußballspieler
- 14. März: Alexander Beketow, russischer Degenfechter und Olympiasieger
- 14. März: Thomas Fogdö, schwedischer Skirennläufer
- 14. März: Andree Wiedener, deutscher Fußballspieler
- 17. März: Patrick Lebeau, kanadischer Eishockeyspieler

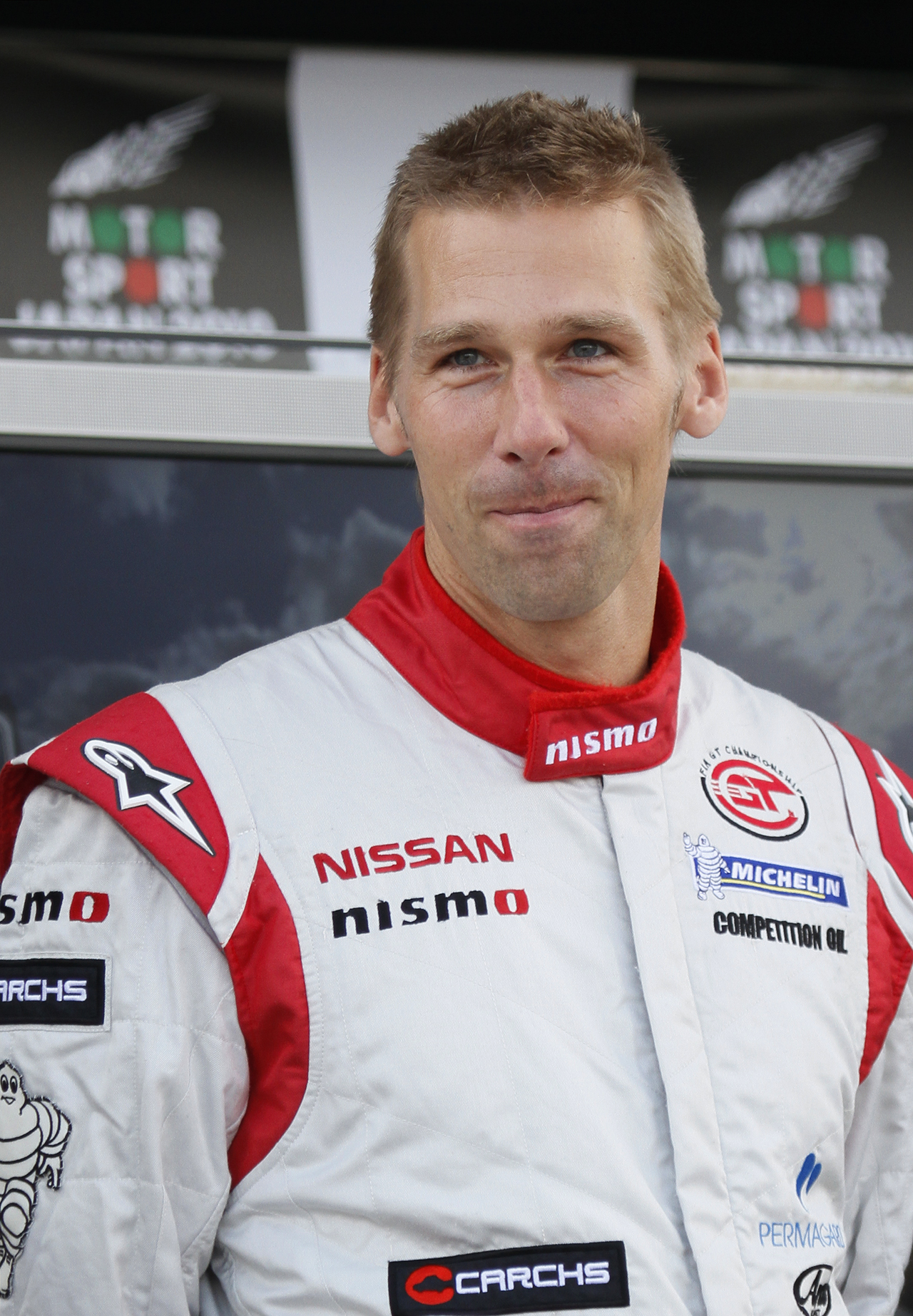
Michael Krumm

- 19. März: Michael Krumm, deutscher Automobilrennfahrer
- 19. März: Rick Mirer, US-amerikanischer American-Football-Spieler
- 21. März: Anke Koglin, deutsche Schachspielerin
- 21. März: Barbara Wolnicka-Szewczyk, polnische Florettfechterin
- 22. März: Geirmund Brendesæter, norwegischer Fußballspieler
- 22. März: Hwang Young-cho, koreanischer Marathonläufer
- 22. März: Leontien Zijlaard-van Moorsel, niederländische Radrennfahrerin und Olympiasiegerin
- 23. März: Patrick Holzer, italienischer Skirennläufer
- 23. März: Jordi Lamelas, andorranischer Fußballspieler
- 24. März: Judith Draxler, österreichische Schwimmerin
- 25. März: Shawn Antoski, kanadischer Eishockeyspieler
- 25. März: Magnus Larsson, schwedischer Tennisspieler
- 27. März: Marianne Kjørstad, norwegische Skirennläuferin
- 27. März: Steffen Rau, deutscher Fußballtrainer
- 30. März: Stéphane Ortelli, monegassischer Automobilrennfahrer

### April
- 01. April: Anikó Nagy, ungarische Handballspielerin
- 02. April: Dag Bjørndalen, norwegischer Biathlet
- 03. April: Donald-Olivier Sié, ivorischer Fußballspieler
- 04. April: Barry van Galen, niederländischer Fußballspieler
- 04. April: Jelena Jelessina, russische Hochspringerin und Olympiasiegerin
- 04. April: Mark Kirchner, deutscher Biathlet
- 04. April: Karsten Kohlhaas, deutscher Handballspieler
- 06. April: Olaf Kölzig, deutscher Eishockeyspieler
- 07. April: Jordi Arnau, spanischer Hockeyspieler
- 07. April: Alexander Karpowzew, russischer Eishockeyspieler und -trainer († 2011)
- 10. April: Nicola Caccia, italienischer Fußballspieler und -trainer
- 10. April: Pauline Konga, kenianische Leichtathletin
- 14. April: Richard Sainct, französischer Motorradrennfahrer († 2004)
- 15. April: Matej Jovan, slowenischer Skirennfahrer
- 18. April: Wladimir Antipin, kasachischer Eishockeyspieler und -trainer
- 19. April: Manuel Apicella, französischer Schachspieler
- 19. April: Kelly Holmes, britische Leichtathletin
- 19. April: Jesús Lucendo, andorranischer Fußballspieler
- 23. April: Eddy Seel, belgischer Supermoto-Rennfahrer
- 24. April: Jean-Philippe Belloc, französischer Automobilrennfahrer
- 24. April: Dida Diafat, algerischer Muay-Thai-Kämpfer
- 25. April: Joël Abati, französischer Handballspieler
- 25. April: Kate Allen, österreichische Triathletin
- 25. April: Sergei Schuplezow, russischer Freestyle-Skier († 1995)
- 26. April: Viktors Ignatjevs, lettischer Eishockeyspieler
- 27. April: Aïda Diop, senegalesische Leichtathletin
- 27. April: Galina Melnik, russische Tischtennisspielerin
- 28. April: Nicklas Lidström, schwedischer Eishockeyspieler
- 28. April: Diego Simeone, argentinischer Fußballspieler und -trainer

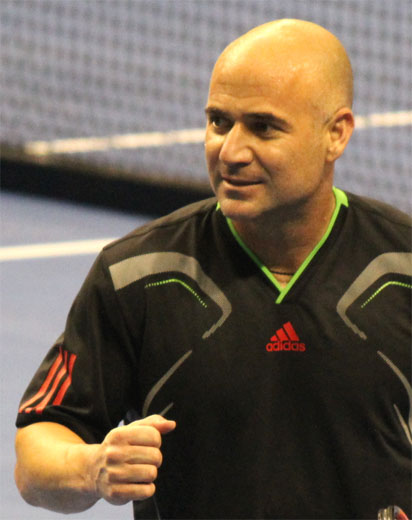
Andre Agassi

- 29. April: Andre Agassi, US-amerikanischer Tennisspieler
- 30. April: César Muena, chilenischer Fußballspieler

### Mai
- 02. Mai: Adnan Kevrić, bosnisch-herzegowinischer Fußballspieler
- 05. Mai: Soheil Ayari, französischer Automobilrennfahrer
- 08. Mai: Marko Asell, finnischer Ringer
- 08. Mai: Luis Enrique, spanischer Fußballspieler und -trainer
- 14. Mai: Faruk Hujdurović, bosnisch-herzegowinischer Fußballspieler
- 15. Mai: Ronald de Boer, niederländischer Fußballspieler
- 15. Mai: Frank de Boer, niederländischer Fußballspieler

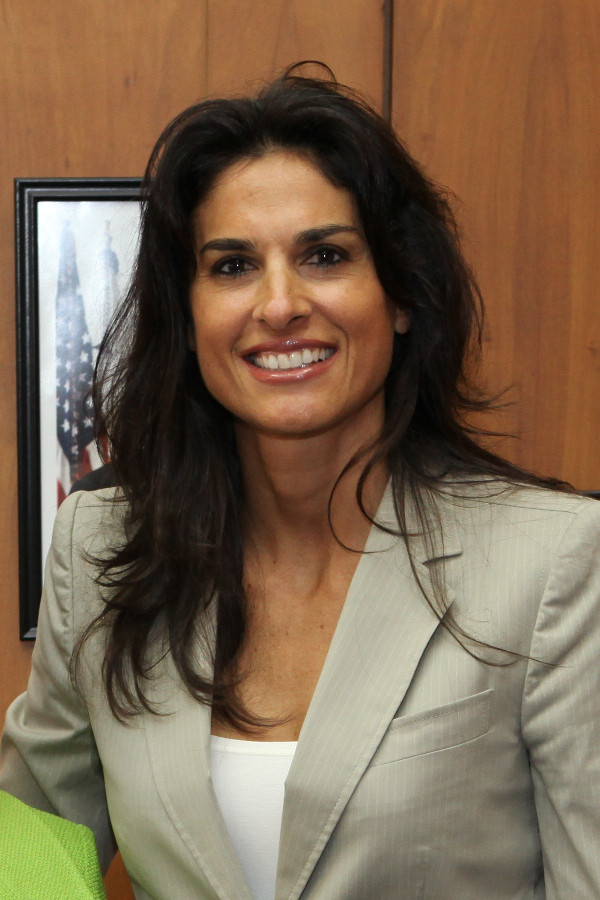
Gabriela Sabatini

- 16. Mai: Gabriela Sabatini, argentinische Tennisspielerin
- 20. Mai: Andreas Walzer, deutscher Radrennfahrer
- 21. Mai: Brigita Bukovec, slowenische Leichtathletin
- 23. Mai: Olivier Couvreur, französischer Automobilrennfahrer
- 23. Mai: Billy Hamill, US-amerikanischer Bahnsportler
- 24. Mai: Bo Hamburger, dänischer Radrennfahrer
- 27. Mai: Michele Bartoli, italienischer Radrennfahrer
- 28. Mai: Babak Rafati, deutscher Fußballschiedsrichter
- 29. Mai: Roberto Di Matteo, italienischer Fußballspieler und -trainer
- 29. Mai: Sergej Slobin, russischer Automobilrennfahrer

### Juni
- 02. Juni: Georgi Donkow, bulgarischer Fußballspieler

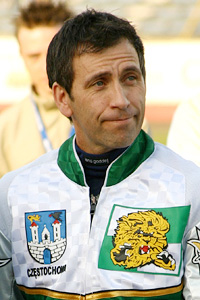
Greg Hancock

- 03. Juni: Greg Hancock, US-amerikanischer Speedwayfahrer
- 03. Juni: Sergej Tertyschny, russischer Eishockeyspieler
- 04. Juni: David Barrufet, spanischer Handballspieler
- 04. Juni: Deborah Compagnoni, italienische Skirennläuferin
- 04. Juni: Maik Eckhardt, deutscher Sportschütze
- 04. Juni: Sergej Jermischin, russischer Beachvolleyballspieler
- 07. Juni: Sven Anton, deutscher Volleyballtrainer und -spieler
- 07. Juni: Cafu, brasilianischer Fußballspieler
- 07. Juni: Mike Modano, US-amerikanischer Eishockeyspieler
- 09. Juni: Ante Perica, kroatischer Basketballtrainer
- 11. Juni: Brock Marion, US-amerikanischer American-Football-Spieler
- 12. Juni: Devin Edgerton, kanadischer Eishockeyspieler
- 13. Juni: Wjatscheslaw Buzajew, russischer Eishockeyspieler
- 13. Juni: Mikael Ljungberg, schwedischer Ringer († 2004)
- 14. Juni: Tetsuya Harada, japanischer Motorradrennfahrer
- 15. Juni: Elizabeth Mongudhi, namibische Langstreckenläuferin
- 16. Juni: Phil Mickelson, US-amerikanischer Golfspieler
- 19. Juni: Alberto Angulo, spanischer Basketballtrainer, -funktionär und -spieler
- 19. Juni: Quincy Watts, US-amerikanischer Leichtathlet und Olympiasieger
- 22. Juni: Winfried Gogg, deutscher Handballspieler und -trainer
- 23. Juni: Henri Fuchs, deutscher Fußballspieler
- 25. Juni: Erki Nool, estnischer Leichtathlet
- 25. Juni: Dorina Pieper, deutsche Biathletin
- 27. Juni: Régine Cavagnoud, französische Skirennläuferin († 2001)
- 28. Juni: Andrei Kudinow, russischer Eishockeyspieler
- 29. Juni: Melanie Paschke, deutsche Leichtathletin
- 30. Juni: Antonio Chimenti, italienischer Fußballspieler

### Juli
- 02. Juli: Derrick Adkins, US-amerikanischer Leichtathlet
- 02. Juli: Holger Gaißmayer, deutscher Fußballspieler
- 03. Juli: Bruno Martini, französischer Handballspieler
- 03. Juli: Teemu Selänne, finnischer Eishockeyspieler
- 04. Juli: Joacim Esbjörs, schwedischer Eishockeyspieler
- 04. Juli: Andrej Tscherkassow, russischer Tennisspieler
- 04. Juli: Tony Vidmar, australischer Fußballspieler
- 05. Juli: Naoki Tomita, deutscher Eishockeyspieler japanischer Herkunft
- 06. Juli: Tobias Abstreiter, deutscher Eishockeyspieler
- 06. Juli: Christer Fursth, schwedischer Fußballspieler
- 07. Juli: Susann Goksør Bjerkrheim, norwegische Handballspielerin
- 07. Juli: Guido Fulst, deutscher Radrennfahrer

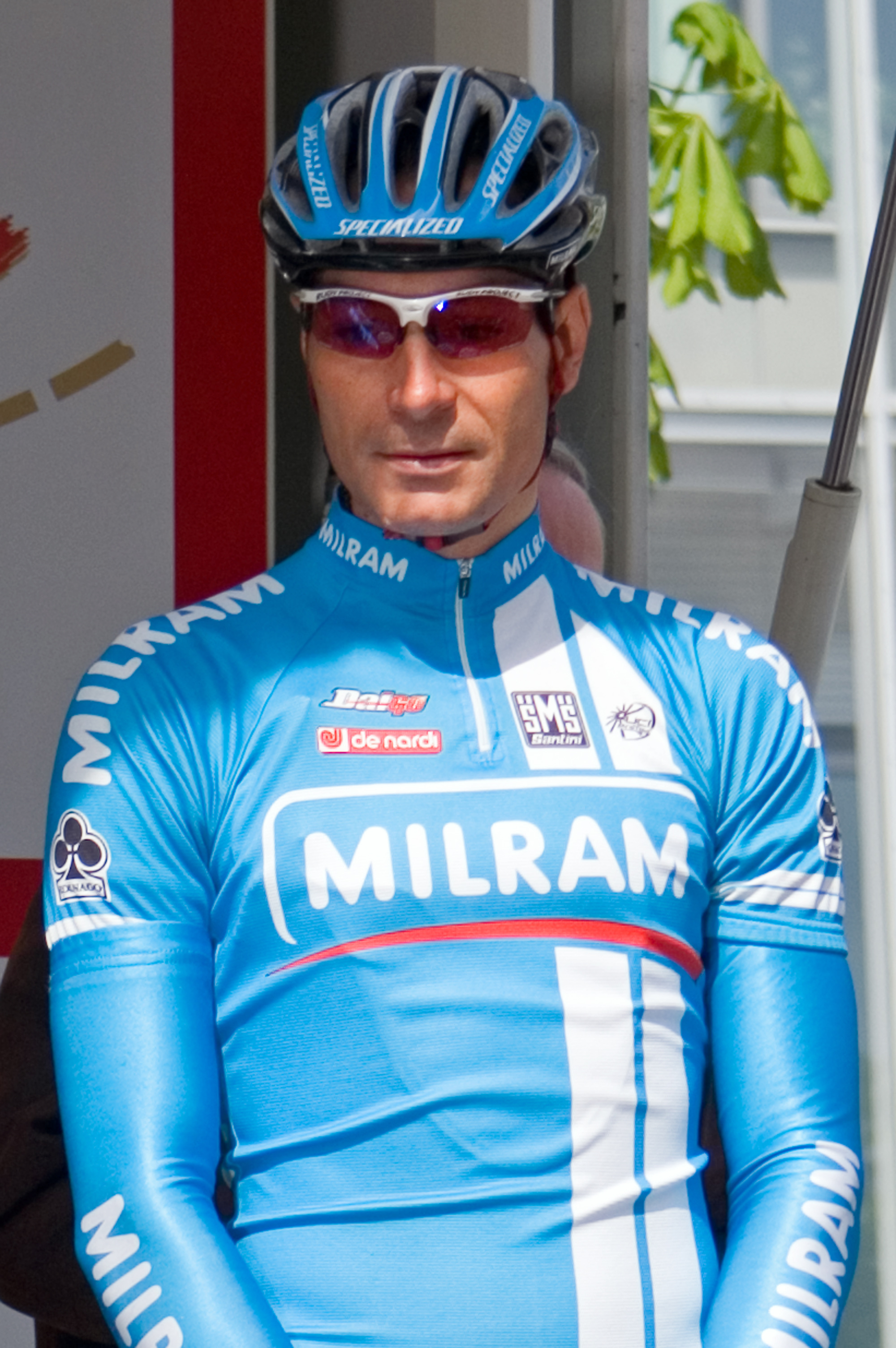
Erik Zabel

- 07. Juli: Erik Zabel, deutscher Radrennfahrer
- 08. Juli: Todd Martin, US-amerikanischer Tennisspieler
- 09. Juli: Ilmārs Bricis, lettischer Biathlet
- 09. Juli: Steve Dubinsky, kanadischer Eishockeyspieler
- 12. Juli: Wladimir Timoschinin, russischer Wasserspringer († 2023)
- 13. Juli: Roman Dostál, tschechischer Biathlet
- 13. Juli: Gudrun Annette Høie, norwegische Ringerin
- 13. Juli: Barry Pinches, englischer Snookerspieler
- 13. Juli: Andrei Tivontschik, deutscher Stabhochspringer weißrussischer Herkunft
- 17. Juli: Altin Rraklli, albanischer Fußballspieler
- 20. Juli: Carmine Gautieri, italienischer Fußballspieler und -trainer
- 22. Juli: Michael Liekmeier, deutscher Bobfahrer
- 22. Juli: Sergej Subow, russischer Eishockeyspieler
- 25. Juli: Holger Löhr, deutscher Handballspieler und -trainer
- 28. Juli: Sergio Pianezzola, italienischer Automobilrennfahrer
- 30. Juli: Eugenio Corini, italienischer Fußballspieler
- 30. Juli: David Frétigné, französischer Endurorennfahrer

### August
- 01. August: David James, britischer Fußballspieler
- 02. August: Tony Amonte, US-amerikanischer Eishockeyspieler und -trainer
- 02. August: Wladimir Owtschinnikow, russischer Speerwerfer
- 02. August: Yu Sun-bok, nordkoreanische Tischtennisspielerin
- 05. August: Gabriela Zingre-Graf, Schweizer Skirennläuferin
- 07. August: Marlies Askamp, deutsche Basketballspielerin
- 11. August: Gianluca Pessotto, italienischer Fußballspieler
- 13. August: Alan Shearer, englischer Fußballspieler
- 13. August: Sven Kmetsch, deutscher Fußballspieler
- 15. August: Chris Byrd, US-amerikanischer Boxer
- 16. August: Fabio Casartelli, italienischer Radrennfahrer († 1995)
- 17. August: Jim Courier, US-amerikanischer Tennisspieler
- 17. August: Tony Rickardsson, schwedischer Bahnsportler
- 18. August: Bob Kennedy, US-amerikanischer Leichtathlet
- 18. August: Cédric Vasseur, französischer Radrennfahrer
- 21. August: Erik Dekker, niederländischer Radrennfahrer
- 22. August: Ricco Groß, deutscher Biathlet
- 22. August: Tímea Nagy, ungarische Degen-Fechterin
- 24. August: Stephan Paßlack, deutscher Fußballspieler
- 25. August: Alexander Bade, deutscher Fußballspieler
- 25. August: Robert Horry, US-amerikanischer Basketballspieler
- 26. August: Claudia Amura, argentinische Schachspielerin
- 26. August: Olimpiada Iwanowa, russische Geherin
- 27. August: Peter Ebdon, englischer Snooker-Spieler
- 28. August: Karen Addison, schottische Curlerin
- 28. August: Loïc Leferme, französischer Apnoetaucher († 2007)
- 28. August: Henny van Schoonhoven, niederländischer Fußballspieler († 2009)

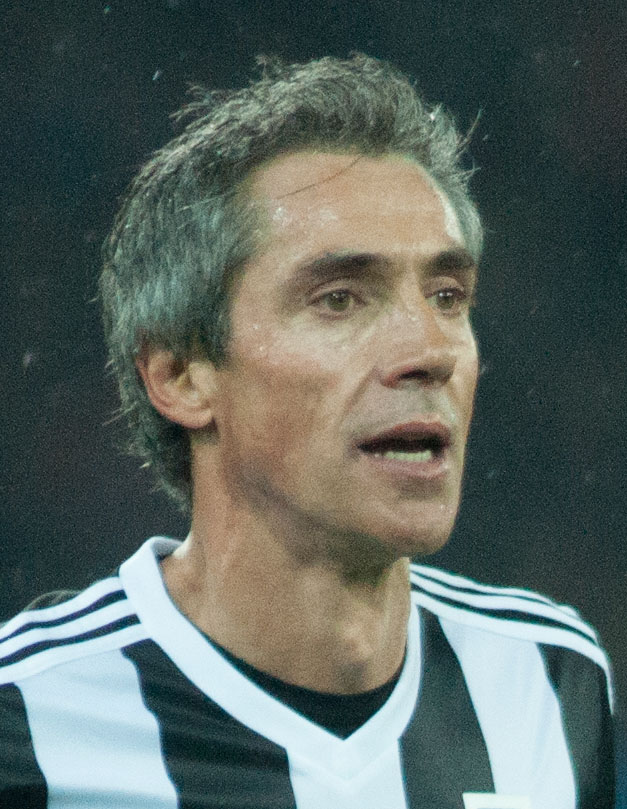
Paulo Sousa

- 30. August: Paulo Sousa, portugiesischer Fußballspieler
- 30. August: Franz Zorn, österreichischer Eisspeedwayfahrer
- 31. August: Arie van Lent, niederländisch-deutscher Fußballspieler
- 31. August: Jeremy Nobis, US-amerikanischer Skirennläufer und Extremskifahrer († 2023)

### September
- 02. September: Khalil Ibrahim Al Ghamdi, saudi-arabischer Fußballschiedsrichter
- 02. September: Abdullah al-Hilali, omanischer Fußballschiedsrichter
- 03. September: Gareth Southgate, englischer Fußballspieler
- 05. September: Addis Abebe, äthiopischer Langstreckenläufer
- 06. September: Stéphane Guivarc’h, französischer Fußballspieler
- 06. September: Igor Koroljow, russischer Eishockeyspieler und -trainer († 2011)
- 08. September: Christine Lindemann, deutsche Handballspielerin
- 08. September: Frank Möller, deutscher Judoka
- 08. September: Clarence Weatherspoon, US-amerikanischer Basketballspieler
- 10. September: Julie Halard-Decugis, französische Tennisspielerin
- 14. September: Francesco Casagrande, italienischer Radrennfahrer
- 14. September: Matthias Zimmermann, deutscher Fußballspieler
- 16. September: Nedeljko Jovanović, serbisch-deutscher Handballspieler
- 18. September: Didier Rous, französischer Radrennfahrer
- 18. September: Swetlana Albertowna Tschernoussowa, russische Biathletin
- 19. September: Marc Arnold, deutsch-südafrikanischer Fußballspieler, -trainer und -funktionär
- 22. September: Marc-Kevin Goellner, deutscher Tennisspieler
- 22. September: Markus Graskamp, deutscher Fußballspieler und -trainer
- 22. September: Antoni Lima, andorranischer Fußballspieler
- 23. September: Franz Almer, österreichischer Fußballspieler
- 24. September: Karen Forkel, deutsche Leichtathletin
- 27. September: Tamás Bódog, ungarischer Fußballspieler
- 28. September: Fırat Arslan, deutscher Boxer
- 29. September: Torsten Abeln, deutscher Fußballspieler
- 30. September: Damian Mori, australischer Fußballspieler

### Oktober
- 01. Oktober: Moses Kiptanui, kenianischer Mittel- und Langstreckenläufer
- 01. Oktober: Gaston Taument, niederländischer Fußballspieler
- 01. Oktober: Alexei Schamnow, russischer Eishockeyspieler
- 04. Oktober: Olga Kusenkowa, russische Hammerwerferin und Olympiasiegerin
- 05. Oktober: Denis Kapustin, russischer Leichtathlet, Europameister im Dreisprung (1994) und Olympiabronzemedaillengewinner (2000)
- 06. Oktober: Olga Danilowa, russische Skilangläuferin und Olympiasiegerin
- 07. Oktober: Alexandra Fonseca, brasilianische Beachvolleyballspielerin
- 09. Oktober: Lin Li, chinesische Schwimmerin und Olympiasiegerin
- 09. Oktober: Annika Sörenstam, schwedische Golf-Spielerin
- 10. Oktober: Matthew Pinsent, britischer Ruderer
- 10. Oktober: Silke Kraushaar, deutsche Rennrodlerin
- 11. Oktober: Luciana Diniz, brasilianisch-portugiesische Springreiterin
- 11. Oktober: Guido Frisoni, san-marinesischer Radrennfahrer
- 12. Oktober: Charlie Ward, US-amerikanischer Basketball- und American-Football-Spieler
- 14. Oktober: Pär Zetterberg, schwedischer Fußballspieler
- 15. Oktober: Pernilla Wiberg, schwedische Skirennläuferin
- 16. Oktober: Claudio Arzeno, argentinischer Fußballspieler

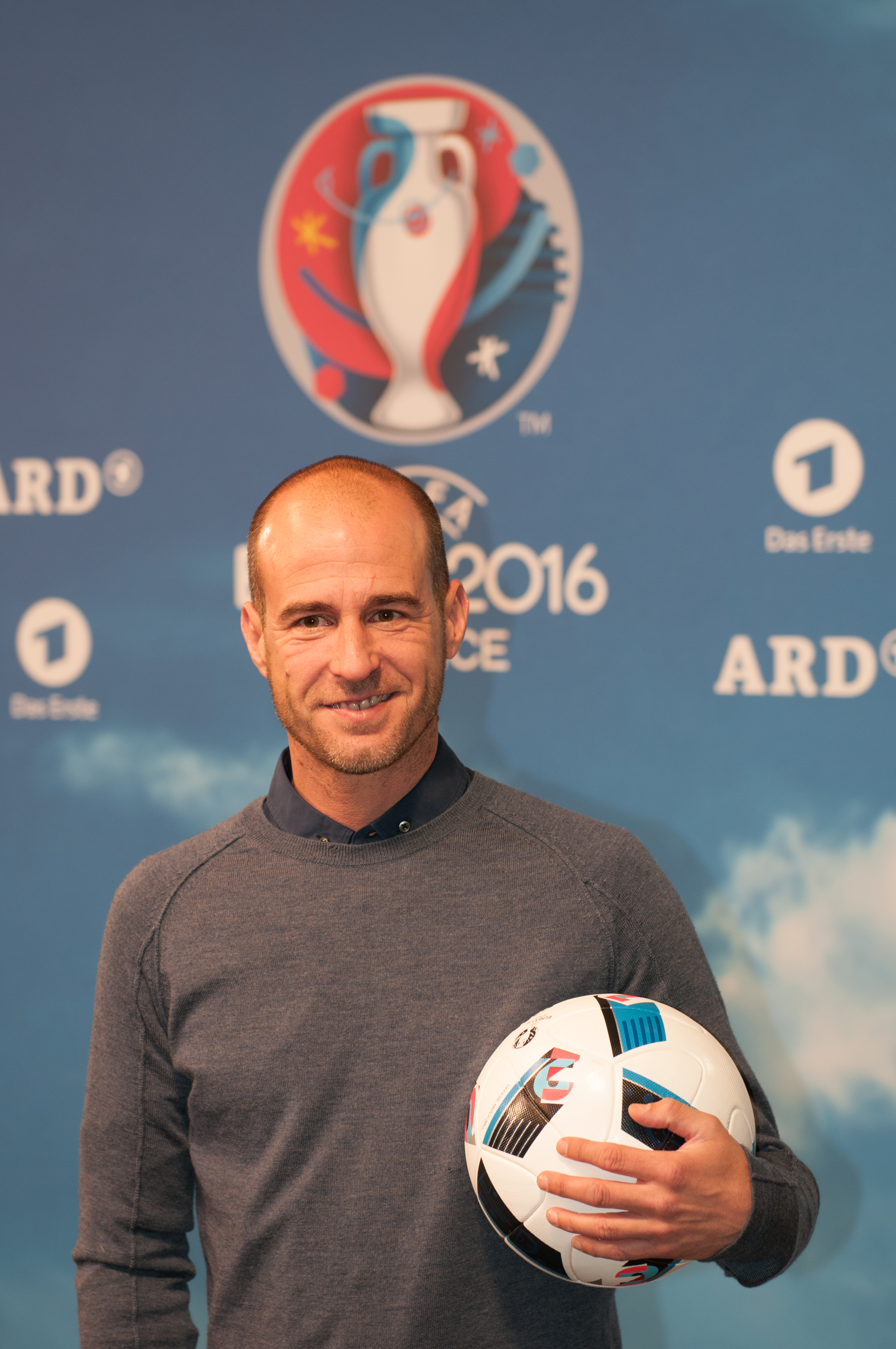
Mehmet Scholl

- 16. Oktober: Mehmet Scholl, deutscher Fußballspieler
- 18. Oktober: Alex Barros, brasilianischer Motorradrennfahrer
- 19. Oktober: Nouria Mérah-Benida, algerische Leichtathletin und Olympiasiegerin
- 23. Oktober: Kathrin Blacha, deutsche Handballspielerin
- 23. Oktober: Jasmin St. Claire, US-amerikanische Wrestlerin, Fotomodell und Pornodarstellerin
- 25. Oktober: Peter Aerts, niederländischer Kampfsportler
- 26. Oktober: Carlos Amarilla, paraguayischer Fußballschiedsrichter
- 26. Oktober: Josefine Grosse, deutsche Handballspielerin
- 29. Oktober: Edwin van der Sar, niederländischer Fußballtorhüter
- 30. Oktober: Xie Jun, chinesische Schachspielerin
- 31. Oktober: Otilia Bădescu, rumänische Tischtennisspielerin
- 31. Oktober: Karlheinz Pflipsen, deutscher Fußballspieler

### November
- 02. November: Natig Aiwasow, aserbaidschanischer Ringer
- 03. November: Dianne Ferreira-James, guayanische Fußballspielerin und -schiedsrichterin sowie Cricketspielerin
- 03. November: Roland Forthomme, belgischer Karambolagespieler
- 03. November: Andrzej Juskowiak, polnischer Fußballspieler
- 05. November: Shaun Murphy, irisch-australischer Fußballspieler und -trainer
- 06. November: Joyce Chepchumba, kenianische Leichtathletin
- 06. November: Petri Kettunen, finnischer Unihockeyspieler, -trainer und -funktionär
- 07. November: Marc Rosset, Schweizer Tennisspieler
- 08. November: Juan José Borrelli, argentinischer Fußballspieler und -trainer
- 08. November: Johann Mühlegg, deutscher Wintersportler

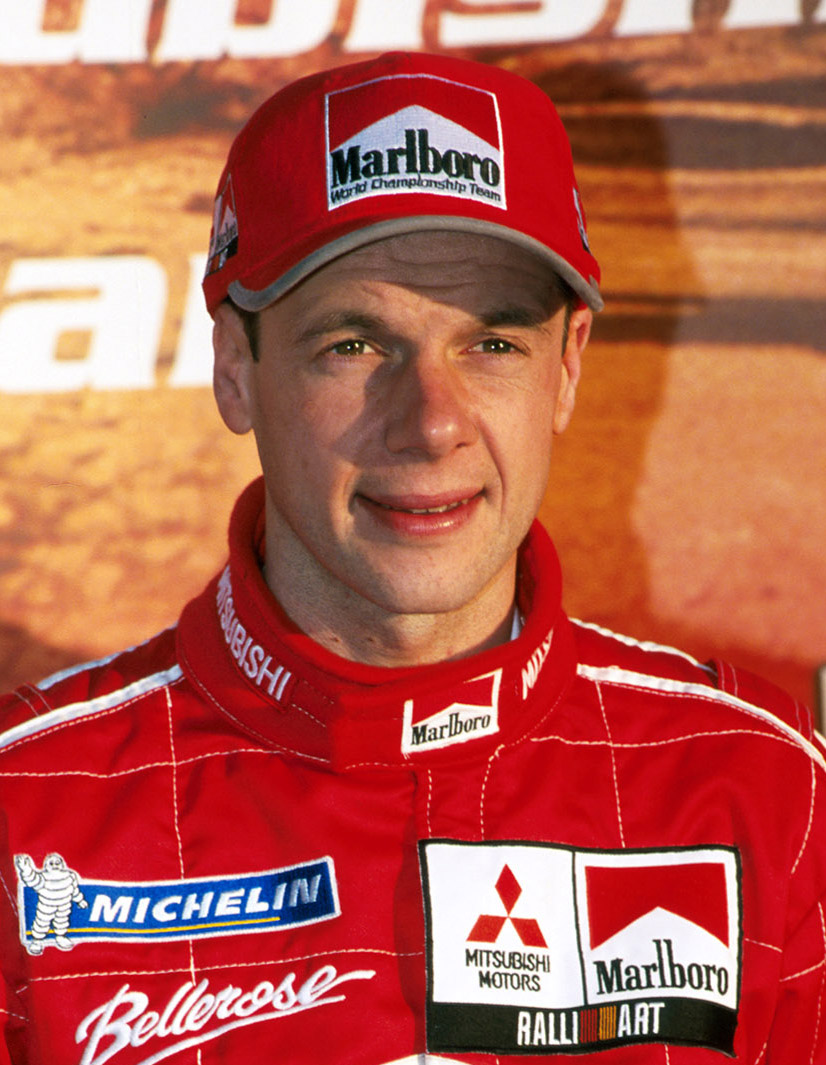
Freddy Loix

- 10. November: Freddy Loix, belgischer Rallyefahrer
- 13. November: Henning Fröschle, deutscher Handballspieler und -trainer
- 13. November: Julija Graudyn, russische Hürdenläuferin
- 14. November: Erik Bo Andersen, dänischer Fußballspieler
- 15. November: Uschi Disl, deutsche Biathletin
- 15. November: Oleg Leontjew, weißrussisch-russischer Eishockeyspieler
- 16. November: Mutlu Topçu, türkischer Fußballspieler und -trainer
- 17. November: Sergei Charkow, russischer Turner und dreifacher Olympiasieger
- 18. November: Julia Sotnikowa, russische Sprinterin
- 23. November: Karsten Müller, deutscher Schachspieler
- 24. November: Paul Laciga, Schweizer Beachvolleyballspieler
- 26. November: John Amaechi, britisch-US-amerikanischer Basketballspieler
- 30. November: Mario Bailey, US-amerikanischer American-Football-Spieler
- 30. November: Vigindas Petkevičius, deutscher Handballspieler und -trainer litauischer Herkunft

### Dezember

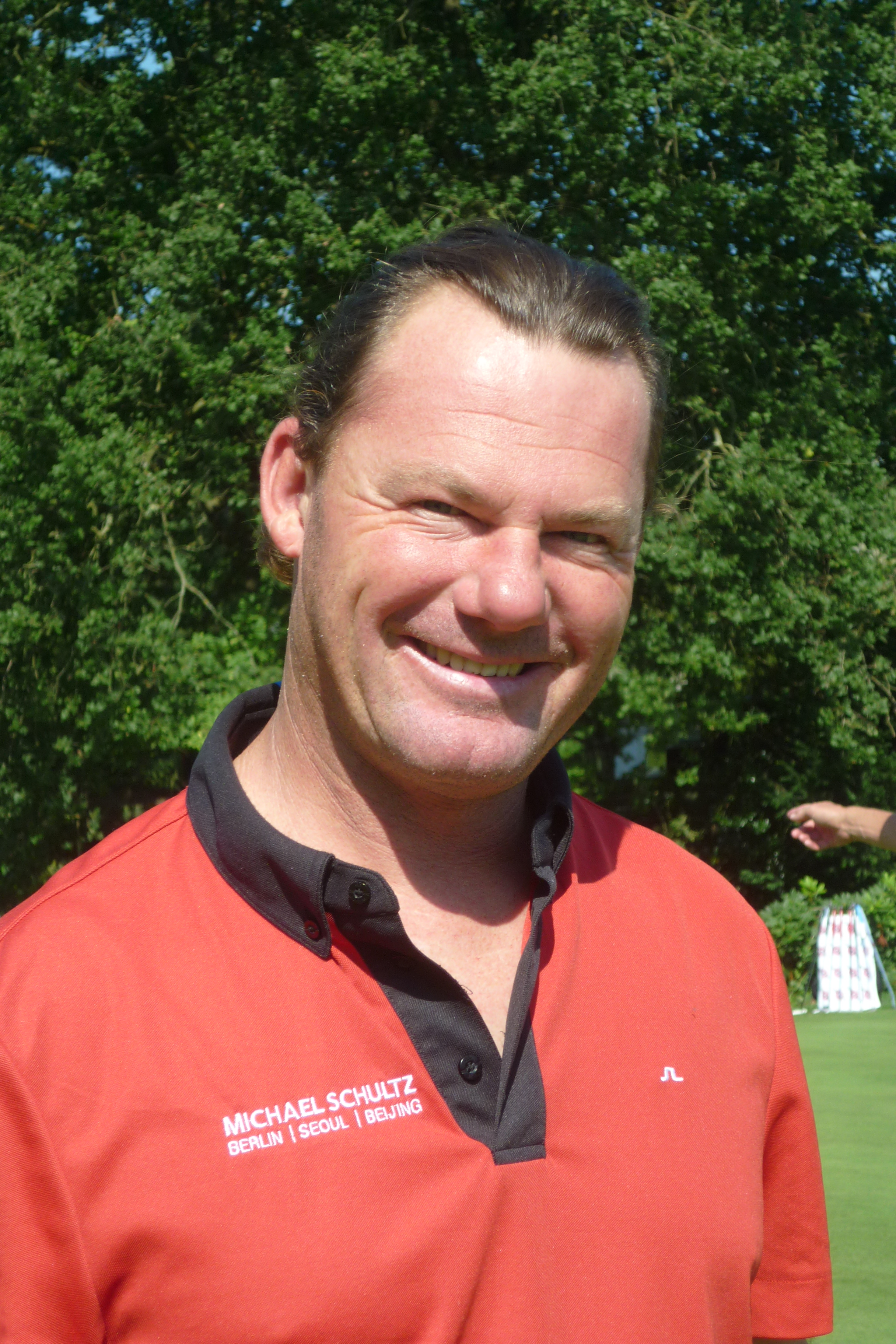
Alexander Cejka

- 01. Dezember: Sigurður Bjarnason, isländischer Handballspieler
- 02. Dezember: Alexander Cejka, deutscher Golfspieler
- 02. Dezember: Maxim Tarassow, russischer Stabhochspringer
- 03. Dezember: Dirk Heinen, deutscher Fußballspieler
- 03. Dezember: Christian Karembeu, französischer Fußballspieler
- 05. Dezember: Harut Wardanjan, armenischer Fußballspieler
- 07. Dezember: Anton Aigner, österreichischer Fußballspieler und -trainer
- 07. Dezember: Achim Vogt, Liechtensteiner Skirennläufer
- 09. Dezember: Djalminha, brasilianischer Fußballspieler
- 11. Dezember: Teal Fowler, US-amerikanischer Eishockeyspieler und -trainer
- 12. Dezember: Abderrahim Ouakili, marokkanischer Fußballspieler († 2023)
- 13. Dezember: Tonja Buford-Bailey, US-amerikanische Leichtathletin und Olympiateilnehmerin
- 13. Dezember: Gerlinde Kaltenbrunner, österreichische Bergsteigerin
- 14. Dezember: Grégory Anquetil, französischer Handballspieler
- 14. Dezember: Nico Van Kerckhoven, belgischer Fußballspieler
- 16. Dezember: Christoph Fuhrbach, deutscher Langläufer
- 17. Dezember: Zsolt Kocsis, ungarischer Badmintonspieler
- 20. Dezember: Jewgeni Beloussow, russischer Boxer
- 20. Dezember: Chris Bruil, niederländerdischer Badmintonspieler
- 21. Dezember: Nasser Al-Attiyah, katarischer Sportschütze und Rallyefahrer
- 21. Dezember: Stefan Lövgren, schwedischer Handballspieler
- 21. Dezember: Juri Panow, russischer Eishockeyspieler
- 22. Dezember: Mutiu Adepoju, nigerianischer Fußballspieler
- 22. Dezember: Gary Anderson, schottischer Dartspieler
- 22. Dezember: Mark Dragunski, deutscher Handballspieler
- 23. Dezember: Chris Fite, US-amerikanisch-britischer Basketballspieler
- 25. Dezember: Emmanuel Amuneke, nigerianischer Fußballspieler
- 27. Dezember: Andrea Andersson, US-amerikanische Badmintonspielerin
- 27. Dezember: Wadim Bogijew, russischer Ringer und Olympiasieger
- 28. Dezember: Bernd Brümmer, deutscher Handballtorwart
- 29. Dezember: Enrico Chiesa, italienischer Fußballspieler

### Genaues Datum unbekannt
- John Dobson, südafrikanischer Rugbytrainer

## Gestorben

### Januar
- 01. Januar: Hans Wentorf, deutscher Fußballspieler (* 1899)
- 02. Januar: András Kuttik, ungarischer Fußballspieler und -trainer (* 1896)
- 05. Januar: John Paul Jones, US-amerikanischer Mittelstreckenläufer (* 1890)
- 06. Januar: Fredy Budzinski, deutscher Radsportler und Radsportjournalist (* 1879)
- 09. Januar: Käthe Krauß, deutsche Leichtathletin (* 1906)
- 11. Januar: Émile Burie, französischer Automobilrennfahrer (* 1893)
- 15. Januar: Iwan Lamby, schwedischer Segler (* 1970)
- 17. Januar: Lindley Murray, US-amerikanischer Tennisspieler (* 1892)
- 21. Januar: Franz Aigner, österreichischer Gewichtheber (* 1892)
- 31. Januar: James Borland, britischer Eishockeyspieler (* 1910)

### Februar
- 01. Februar: Eugène Christophe, französischer Radrennfahrer (* 1885)
- 03. Februar: Eino Railio, finnischer Turner (* 1886)
- 04. Februar: Louis Laufray, französischer Schwimmer und Wasserballspieler (* 1881)
- 04. Februar: Torsten Lord, schwedischer Segler (* 1904)
- 04. Februar: Winthrop Palmer, US-amerikanischer Eishockeyspieler (* 1906)
- 04. Februar: René Ricolfi-Doria, Schweizer Schwimmer und Wasserballspieler (* 1901)
- 07. Februar: Arno Saarinen, finnischer Turner (* 1884)
- 12. Februar: Zoltán Török, ungarischer Ruderer und Rudertrainer (* 1899)
- 13. Februar: Pekka Vanninen, finnischer Skilangläufer (* 1911)
- 15. Februar: Frank Clement, britischer Automobilrennfahrer (* 1888)
- 15. Februar: Dimitrios Loundras, griechischer Turner (* 1885)
- 22. Februar: Dora Boothby, britische Badminton- und Tennisspielerin (* 1881)
- 28. Februar: Arthur Essing, deutscher Radrennfahrer (* 1905)
- 000Februar: Louis Lecompte, kanadischer Eishockeyspieler (* 1914)

### März
- 10. März: Georg de Laval, schwedischer Sportschütze und Moderner Fünfkämpfer (* 1883)
- 13. März: Richmond Eve, australischer Wasserspringer (* 1901)
- 16. März: Pierre Lorin, französischer Eishockeyspieler (* 1910)
- 18. März: Håkon Endreson, norwegischer Turner (* 1891)
- 23. März: Ludwig Rödl, deutscher Schachmeister (* 1907)

### April
- 01. April: Luigi Bernasconi, italienischer Skispringer (* 1909)
- 06. April: Maurice Stokes, US-amerikanischer Basketballspieler (* 1933)
- 08. April: Gustave Lauvaux, französischer Leichtathlet (* 1892)
- 09. April: Kurt Malisch, deutscher Schwimmer (* 1881)
- 09. April: Hans-Joachim Wiemken, deutscher Steuermann im Rudern (* 1926)
- 17. April: Ingvar Lindberg, schwedischer Eisschnellläufer (* 1911)
- 18. April: Halfdan Bjølgerud, norwegischer Hochspringer (* 1884)
- 18. April: Don Finlay, britischer Leichtathlet (* 1909)
- 21. April: Leroy Brown, US-amerikanischer Leichtathlet (* 1902)
- 29. April: Maxwell Deacon, kanadischer Eishockeyspieler (* 1910)

### Mai
- 05. Mai: Dudley DeGroot, US-amerikanischer Sportler und Sportfunktionär (* 1899)
- 06. Mai: Max Westerkamp, niederländischer Hockeyspieler (* 1912)
- 15. Mai: Elsa Björklund, schwedische Schwimmerin (* 1895)
- 18. Mai: Bob Crawford, US-amerikanischer Leichtathlet (* 1899)
- 18. Mai: Camillo Ugi, deutscher Fußballspieler (* 1884)
- 19. Mai: Paul Sturzenegger, Schweizer Fußballspieler (* 1902)
- 24. Mai: Regina Kari, finnische Schwimmerin (* 1892)
- 28. Mai: Ricardo Bayer, chilenischer Leichtathlet (* 1903)
- 30. Mai: Haakon Sörvik, schwedischer Turner (* 1886)
- 31. Mai: Manuel Ortiz, US-amerikanischer Boxer (* 1916)
- 31. Mai: Terry Sawchuk, kanadischer Eishockeyspieler (* 1929)

### Juni
- 01. Juni: Russ Stein, US-amerikanischer American-Football-Spieler und Sheriff (* 1896)
- 02. Juni: René Guillemin, französischer Radrennfahrer (* 1898)
- 06. Juni: Hans Martens, deutscher Leichtathlet (* 1911)
- 14. Juni: Irene Guest, US-amerikanische Schwimmerin (* 1900)
- 17. Juni: Conrado Rolando, uruguayischer Fechter (* 1904)
- 25. Juni: Edward Mitchell, US-amerikanischer Ruderer (* 1901)
- 27. Juni: Daniel Kinsey, US-amerikanischer Leichtathlet (* 1902)
- 27. Juni: Charles Lelong, französischer Sprinter (* 1891)
- 27. Juni: Lauritz Schmidt, norwegischer Segler (* 1897)

### Juli
- 02. Juli: Valerio Arri, italienischer Leichtathlet (* 1892)
- 02. Juli: Denis Dayan, französischer Automobilrennfahrer (* 1942)
- 03. Juli: Michail Nikolajewitsch Sumarokow-Elston, russischer Tennisspieler (* 1893)
- 09. Juli: Albert Öijermark, schwedischer Fußballspieler (* 1900)
- 12. Juli: Vincenzo Auricchio, italienischer Automobil- und Motorbootrennfahrer sowie Industrieller (* 1916)
- 13. Juli: Klara Milch, österreichische Schwimmerin (* 1891)
- 16. Juli: Frank Nelson, US-amerikanischer Stabhochspringer (* 1887)
- 19. Juli: Henri Lauvaux, französischer Leichtathlet (* 1900)
- 20. Juli: Ernst Krebs, deutscher Skilangläufer und Kanute (* 1906)
- 20. Juli: Valdemar Wickholm, finnischer Zehnkämpfer und Hürdenläufer (* 1890)
- 21. Juli: Germán Reyes, chilenischer Fußballspieler (* 1902)
- 25. Juli: Johann Andres, österreichischer Fußballspieler (* 1887)
- 25. Juli: Carl Norberg, schwedischer Turner (* 1889)
- 30. Juli: Charles Stoffel, Schweizer Bobfahrer und Reiter (* 1893)
- 31. Juli: André Mourlon, französischer Sprinter (* 1903)

### August
- 04. August: John Huettner, US-amerikanischer Segler (* 1906)
- 05. August: Tom Hanson, US-amerikanischer American-Football-Spieler (* 1907)
- 06. August: Albin Kitzinger, deutscher Fußballspieler (* 1912)
- 10. August: Joe Lapchick, US-amerikanischer Basketballspieler und -trainer (* 1900)
- 11. August: Kathleen Russell, südafrikanische Schwimmerin (* 1904)

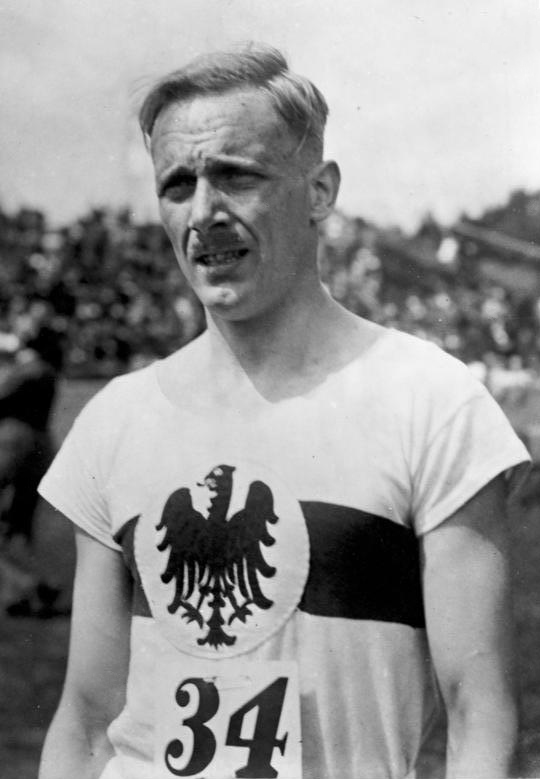
Otto Peltzer

- 11. August: Otto Peltzer, deutscher Leichtathlet und Trainer (* 1900)
- 12. August: Glenn Hartranft, US-amerikanischer Leichtathlet (* 1901)
- 15. August: Georg Nordblad, finnischer Sportschütze (* 1894)
- 16. August: Charles Juchault des Jamonières, französischer Sportschütze (* 1902)
- 17. August: Hans-Martin Trepp, Schweizer Eishockeyspieler (* 1922)
- 22. August: Christopher Vose, britischer Leichtathlet (* 1887)
- 22. August: Anthony Young, US-amerikanischer Radrennfahrer (* 1900)
- 25. August: Max Abegglen, Schweizer Fußballspieler (* 1902)

### September
- 03. September: Thor Larsen, norwegischer Turner (* 1886)
- 03. September: Vince Lombardi, US-amerikanischer American-Football-Trainer (* 1913)
- 05. September: Jochen Rindt, österreichischer Automobilrennfahrer (* 1942)
- 06. September: Hans Howaldt, deutscher Regattasegler (* 1888)
- 06. September: Bertil Ohlson, schwedischer Leichtathlet (* 1899)
- 08. September: Georges Lagouge, französischer Turner (* 1893)
- 09. September: Josef Pöttinger, deutscher Fußballspieler und -trainer (* 1903)
- 10. September: Emil Röthong, deutscher Kunstturner (* 1878)
- 12. September: Adolphe Goemaere, belgischer Hockeyspieler (* 1895)
- 13. September: Umberto Lungavia, italienischer Wasserballspieler (* 1901)
- 17. September: Désiré Keteleer, belgischer Radrennfahrer (* 1920)
- 18. September:  José Pedro Cea, uruguayischer Fußballspieler (* 1900)
- 22. September: Paul Fritsch, französischer Boxer (* 1901)
- 22. September: Birger Lie, norwegischer Sportschütze (* 1891)
- 30. September: Karel Pešek, tschechoslowakischer Fußball- und Eishockeyspieler (* 1894)

### Oktober
- 01. Oktober: Vilhelm Carlberg, schwedischer Sportschütze (* 1880)
- 04. Oktober: Ahmet Bilek, türkischer Ringer (* 1932)
- 04. Oktober: Hermann Geißler, österreichischer Leichtathlet (* 1905)
- 04. Oktober: Christian Thomas, dänischer Turner (* 1896)
- 19. Oktober: Michael McDermott, US-amerikanischer Schwimmer und Wasserballspieler (* 1893)
- 21. Oktober: Joachim Rademacher, deutscher Schwimmer und Wasserballspieler (* 1906)
- 22. Oktober: Eugène Constant, französischer Ruderer und Rudersportfunktionär (* 1901)
- 29. Oktober: Július Balász, tschechoslowakischer Schwimmer, Wasserballspieler und Wasserspringer sowie Trainer und  Schwimmsportfunktionär (* 1901)

### November
- 01. November: Koit Annamaa, estnischer Leichtathlet (* 1912)
- 01. November: Schuyler Enck, US-amerikanischer Leichtathlet (* 1900)
- 02. November: René Pinchart, belgischer Turner und Fechttrainer (* 1891)
- 02. November: Pierre Veyron, französischer Automobilrennfahrer (* 1903)
- 03. November: Victor Wallenberg, schwedischer Sportschütze (* 1875)
- 07. November: Herbert Plaxton, kanadischer Eishockeyspieler (* 1901)
- 07. November: Thomas Southgate, britischer Ruderer (* 1894)
- 19. November: Abdelaziz Ben Tifour, franco-algerischer Fußballspieler (* 1927)
- 26. November: Henry Brask Andersen, dänischer Bahnradsportler (* 1896)
- 27. November: Helene Madison, US-amerikanische Schwimmerin (* 1913)
- 000November: August Güttinger, Schweizer Turner (* 1892)

### Dezember
- 04. Dezember: Augusto Rangone, italienischer Fußballtrainer, -schiedsrichter, -funktionär und Journalist (* 1885)
- 14. Dezember: Earl Eby, US-amerikanischer Leichtathlet und Sportjournalist (* 1894)
- 15. Dezember: Gaston Duval, französischer Automobilrennfahrer (* 1896)
- 15. Dezember: Arnold Landvoigt, deutscher Rugbyspieler (* 1879)
- 15. Dezember: Paul Wyatt, US-amerikanischer Schwimmer (* 1907)
- 16. Dezember: Paul von Guilleaume, deutscher Automobilrennfahrer und Motorsportfunktionär (* 1893)
- 17. Dezember: Oswald Turnbull, britischer Tennisspieler (* 1890)
- 18. Dezember: Rudolf Jehle, liechtensteinischer Sportschütze (* 1894)
- 20. Dezember: Gyula Halasy, ungarischer Sportschütze (* 1891)
- 21. Dezember: Karin Peckert-Forsman, estnische Skirennläuferin (* 1905)
- 24. Dezember: Otto Cordes, deutscher Schwimmer und Wasserballspieler (* 1905)
- 24. Dezember: Gustaf Malmström, schwedischer Ringer (* 1884)
- 24. Dezember: Herbert Wunsch, österreichischer Tischtennisspieler (* 1917)
- 25. Dezember: Ludovico Bidoglio, argentinischer Fußballspieler (* 1900)
- 26. Dezember: Lillian Board, britische Leichtathletin (* 1948)
- 26. Dezember: Menotti Jakobsson, schwedischer Skispringer und Nordischer Kombinierer (* 1892)
- 28. Dezember: Lee Barnes, US-amerikanischer Leichtathlet (* 1906)
- 28. Dezember: Brutus Hamilton, US-amerikanischer Leichtathlet (* 1900)
- 29. Dezember: Arthur Nordenswan, schwedischer Sportschütze (* 1883)
- 30. Dezember: Sonny Liston, US-amerikanischer Boxer (* 1932)

### Datum unbekannt
- Robert Coppée, belgischer Fußballspieler (* 1895)
- Anton Hansen, norwegischer Radrennfahrer (* 1886)
- Frank Kriz, US-amerikanischer Geräteturner (* 1894)
- Tsutomu Ōyokota, japanischer Schwimmer (* 1913)
- Soare Sterian, rumänischer Rugbyspieler (* 1906)
- Yamada Katsumi, japanischer Skisportler (* 1905)